# Містер Планктон
Містер Планктон (кор. Mr. 플랑크톤) — південнокорейський романтично-комедійний телевізійний серіал 2024 року, написаний Чо Юн, режисер Хон Джон Чхан, з У То Хваном, Лі Ю Мі, О Джонг Се та Кім Хе Сук у головних ролях. Серіал розповідає історію чоловіка на ім'я Хе Джо, який є результатом помилкової штучної інсемінації, і примушує Че Мі супроводжувати його в останній подорожі після того, як дізнається, що він смертельно хворий. Серіал був випущений на платформі Netflix 8 листопада 2024 року.

## Синопсис
Містер Планктон — романтична комедія про жінку на ім'я Че Мі, яка змушена супроводжувати Хе Джо, чоловіка, що став результатом помилкової штучної інсемінації, на його останній подорожі після того, як дізнається, що він хворий на невиліковну хворобу. Че Мі також дізнається, що вона має медичну проблему, яка стає для неї справжнім ударом.

## Актори та персонажі[1]

### Основні ролі
- У То Хван як Хе Джо/Че Син Хьок — чоловік, який має невиліковну хворобу і є результатом помилки при штучній інсемінації.
- Лі Юмі як Чо Чемі — 28-річна жінка, яка страждає від передчасної менопаузи.
- О Джонсе як Ео Хеунг — єдиний син 500-річного роду Ео, наречений Чемі.
- Кім Хесук як Бум Хо Жа — мати Ео Хеунга, яка є невісткою головної родини роду Ео протягом 60 років.

### Другорядні ролі
- Кім Мін Сеок як Ю Кі Хо/Ккарі — колега Хе Джо.[2]
- Лі Ель як Понк Сук/Чу Рі — жінка ,яка приютила Хе Джо,коли він був безхатьком.
- О Де Хван як Ван Чиль Сон — лідер банди «Принц Ганг».
- Лі Хе Йонг як Че Йонг Джо — батько Хе Джо.
- Алекс Ланді як Джон На.
- Кім Су Джин як Пак Гал Жа.[3]
- Ан Сок Хван як О Ман Су — власник магазину суші та перший кандидат на біологічного батька Хе-джо.[4]
- Чо Хан Чхоль як Ко Че-гун — другий кандидат на біологічного батька Хе Джо.
- Кім Чонг Хо як Шин Мьонг Су — керівник фармацевтичної компанії та третій кандидат на біологічного батька Хе Джо.

### Інші
- Нам Мі Джон як Мама в лікарняному лобі.[5]

## Виробництво

### Розвиток
Серіал складається з десяти епізодів, режисером якого є Хон Джон Чхан, який раніше працював над серіалом Juvenile Justice (2022), а сценаристом є Чо Юн, відомий своєю роботою над серіалом It's Okay to Not Be Okay (2020). Виробництво здійснюється студіями Base Story та HighZium Studio.

### Кастинг
12 липня 2023 року Netflix оголосив про кастинг У То Хвана, Лі Ю Мі, О Джонг Се та Кім Хе Сук у головні ролі.

## Випуск
Серіал Містер Планктон був випущений на платформі Netflix 8 листопада 2024 року, з усіма десятьма епізодами одразу.

## Критика

### Суперечка
16 жовтня 2023 року продюсери серіалу відповіли на звинувачення користувачів інтернету в тому, що знімальна група незаконно викидала сміття після зйомок на острові Чеджу. Вони пояснили, що зйомки відбувалися 15 жовтня на пляжі Хвасун Золотий Пісок, і після завершення зйомок планували прибирати протягом двох днів. Однак після перевірки було з'ясовано, що знімальна група виявила ще більшу обережність і завершила прибирання вже вранці наступного дня. Продюсери пообіцяли бути ще більш уважними в майбутньому.